# Гептаплатинадиевропий
Гептаплатинадиевропий — бинарное неорганическое соединение, интерметаллид
платины и европия
с формулой Pt7Eu2,
кристаллы.

## Получение
- Сплавление стехиометрических количеств чистых веществ:

{\displaystyle {\mathsf {7Pt+2Eu\ {\xrightarrow {1200^{o}C}}\ Eu_{2}Pt_{7}}}}

## Физические свойства
Гептаплатинадиевропий образует кристаллы
гексагональной сингонии,
пространственная группа P 6/mmc,
параметры ячейки a = 0,5304 нм, c = 2,687 нм, Z = 4,
структура типа дицерийгептаникеля Ni7Ce2
.